# 루트킷리빌러
루트킷리빌러 (RootkitRevealer)는 브라이스 콕스웰과 마크 러시노비치가 개발한 윈도우 기반 루트킷 탐지 용 사유 프리웨어 툴이다. 이것은 윈도우 XP와 윈도우 서버 2003(오직 32비트에서만)에서 동작한다. 이것의 결과는 루트킷의 존재를 나타낼 수 있는, 윈도우 레지스트리와 파일 시스템 API의 차이점들을 보여준다. 이것은 소니 BMG 루트킷 사건의 계기가 된 그 툴이다.
참고로 루트킷리빌러는 개발이 중단되었다.:08:16

## 같이 보기
- Sysinternals
- 프로세스 익스플로러
- 프로세스 모니터